# Xã Lime Creek, Quận Cerro Gordo, Iowa
Vùng Xã Lime Creek (tiếng Anh: Lime Creek Township) là một xã thuộc quận Cerro Gordo, tiểu bang Iowa, Hoa Kỳ. Năm 2010, dân số của xã này là 519 người.